# Thomas Isle
Pour les articles homonymes, voir Isle.
Thomas Isle, né le 13 mars 1981 à Nancy, est un animateur et chroniqueur de télévision et de radio français.

## Biographie

### Enfance et études
Originaire d'Angers où il a passé son enfance, Thomas Isle est issu d'une famille de cinq enfants. Il est diplômé de l'Institut d'études politiques de Toulouse (promo 2004) et d'un master de droit et communication audiovisuelle à la Sorbonne.

### Carrière

#### Animateur et producteur
De juillet à octobre 2009, il a été coproducteur de l'émission La Liste gagnante pour le compte d'Air Productions.
De 2010 à 2013, il est chroniqueur dans l’équipe de Médias, le magazine présentée par Thomas Hugues sur France 5.
De 2011 à juin 2013, il a été producteur de N'oubliez pas les paroles ! de Nagui, pour le compte d'Air Productions[réf. nécessaire].
À partir de l'été 2013, il est aux côtés de Thomas Joubert pour animer Le Grand Direct des médias sur Europe 1.
Avec Maya Lauqué, il co-anime l'émission de consommation La Quotidienne diffusée du lundi au vendredi à 11 h 45 sur France 5, de septembre 2013 au départ de celle-ci pour Télématin à l'été 2021. La saison suivante, il anime une émission hebdomadaire sur France 5 intitulée Samedi à tout prix.
Pendant l'été 2021, il anime sur Europe 1 Le Club de l'été de 9 heures à 11 heures, une émission dans laquelle il reçoit des artistes, entouré par deux chroniqueurs culturels. 
À la rentrée 2021, il anime une émission hebdomadaire sur France 5 intitulée Samedi à tout prix, dans la lignée de La Quotidienne, pendant un an. 
Le 27 mai 2023, il présente l'édition annuelle de Tous prêts pour la dictée ! sur France 3.
Depuis le 28 août 2023, il anime l'émission Culture Médias entre 9h30 et 11h sur Europe 1.

#### Participations
Depuis 2016, il participe chaque année à l'animation du Téléthon sur France 2 ou France 3. 
Depuis 2021, il participe ponctuellement comme célébrité candidate au jeu Tout le monde a son mot à dire sur France 2.

### Vie privée
Thomas Isle est l’époux de l'animatrice Carole Tolila. Ils ont deux enfants : Edgar, né en 2012, et Thelma, née en 2016.